# Кородинский сельсовет
Кородинский сельсовет  — административно-территориальная единица и муниципальное образование со статусом сельского поселения в Гунибском районе Дагестана Российской Федерации.
Административный центр — село Корода.

## Население
| 2002  | 2010  | 2012  | 2013  | 2014  | 2015  | 2016  |
| ----- | ----- | ----- | ----- | ----- | ----- | ----- |
| 1238  | ↗1329 | ↗1357 | ↗1369 | ↗1389 | ↗1418 | ↗1431 |
| 2017  | 2018  | 2019  | 2020  | 2021  | 2023  | 2024  |
| ↗1454 | ↗1477 | ↗1491 | ↗1493 | ↗1523 | ↗1539 | ↗1557 |
| 2025  |       |       |       |       |       |       |
| →1557 |       |       |       |       |       |       |

## Состав
| № | Населённый пункт | Тип населённого пункта       | Население |
| - | ---------------- | ---------------------------- | --------- |
| 1 | Карадах          | село                         | ↗470      |
| 2 | Корода           | село, административный центр | ↗1053     |